# Liste des ministres français de l'Écologie
Cet article donne la liste des membres du gouvernement français chargés de l'écologie ou de l'environnement. Ils dirigent le ministère de l'Écologie. Le nom exact de la fonction peut varier à chaque nomination. Les dates indiquées sont les dates de prise ou de cessation des fonctions, qui sont en général la veille de la date de publication du décret de nomination au Journal officiel.
Depuis le 17 mai 2017, le ministère de la Transition écologique et solidaire est chargé de préparer et mettre en œuvre la politique du gouvernement dans les domaines du développement durable, de l'environnement et des technologies vertes, de la transition énergétique et de l'énergie, du climat, de la prévention des risques naturels et technologiques, de la sécurité industrielle, des transports et de leurs infrastructures, de l'équipement et de la mer.
En France, depuis sa création en 1971, le ministère de l'Écologie a changé plusieurs fois de dénominations et de compétences. Simple secrétariat d'État, il est devenu ministère de plein exercice, puis a absorbé le ministère de l'Équipement en 2007.
Depuis le 23 décembre 2024, Agnès Pannier-Runacher est la titulaire du poste de ministre de la Transition écologique, de la Biodiversité, de la Forêt, de la Mer et de la Pêche dans le gouvernement Bayrou. Elle a occupé le poste équivalent de Ministre de la Transition écologique, de l'Énergie, du Climat et de la Prévention des risques, entre le 21 septembre 2024 et le 5 décembre 2024 dans le gouvernement Barnier.

## Liste des titulaires
Le portefeuille a eu plusieurs intitulés : « Protection de la nature », « Environnement », « Qualité de vie » entre 1974 et 1977 et entre 2007 et 2014, après la fusion avec le ministre de l'Équipement, « développement durable ».
| Ministre de tutelle | Ministre de tutelle                                                                                                | Intitulé                                                                                       | Ministre délégué ou secrétaire d'État | Ministre délégué ou secrétaire d'État                                                           | Intitulé                                                                    | Début                                                                               | Fin                            | Gouvernement                   |
| Présidence de Georges Pompidou | Présidence de Georges Pompidou                                                                                     | Présidence de Georges Pompidou                                                                 | Présidence de Georges Pompidou        | Présidence de Georges Pompidou                                                                  | Présidence de Georges Pompidou                                              | Présidence de Georges Pompidou                                                      | Présidence de Georges Pompidou | Présidence de Georges Pompidou |
| --- | --- | ---------------------------------------------------------------------------------------------- | ------------------------------------- | ----------------------------------------------------------------------------------------------- | --------------------------------------------------------------------------- | ----------------------------------------------------------------------------------- | ------------------------------ | ------------------------------ |
| | Jacques Chaban-Delmas                                                                                              | Premier ministre                                                                               |                                       | Robert Poujade                                                                                  | Ministre délégué chargé de la Protection de la nature et de l'Environnement | 7 janvier 1971                                                                      | 5 juillet 1972                 | Chaban-Delmas                  |
| Pierre Messmer | 6 juillet 1972 | Premier ministre                                                                               | 28 mars 1973                          | Robert Poujade                                                                                  | Ministre délégué chargé de la Protection de la nature et de l'Environnement | Messmer 1                                                                           |                                |                                |
| Robert Poujade | Ministre de la Protection de la nature et de l'Environnement                                                       | Aucun                                                                                          | Aucun                                 | Aucun                                                                                           | 5 avril 1973                                                                | 27 février 1974                                                                     | Messmer 2                      |                                |
| Alain Peyrefitte | Ministre des Affaires culturelles et de l'Environnement                                                            |                                                                                                | Paul Dijoud                           | Secrétaire d'État chargé de l'Environnement                                                     | 1er mars 1974                                                               | 27 mai 1974                                                                         | Messmer 3                      |                                |
| Présidence de Valéry Giscard d'Estaing | |                                                                                                |                                       |                                                                                                 |                                                                             |                                                                                     |                                |                                |
| | André Jarrot | Ministre de la Qualité de la vie,                                                              |                                       | Gabriel Péronnet                                                                                | Secrétaire d'État chargé de l'Environnement                                 | 28 mai 1974                                                                         | 29 octobre 1974                | Chirac 1                       |
| Aucun | Aucun | Aucun                                                                                          | 29 octobre 1974                       | 12 janvier 1976                                                                                 |                                                                             |                                                                                     |                                | Chirac 1                       |
| | André Fosset | Ministre de la Qualité de la vie,                                                              |                                       | Paul Granet                                                                                     | Secrétaire d'État chargé de l'Environnement                                 | 12 janvier 1976                                                                     | 25 août 1976                   | Chirac 1                       |
| | Vincent Ansquer | Ministre de la Qualité de la vie,                                                              | Aucun                                 | Aucun                                                                                           | Aucun                                                                       | 27 août 1976                                                                        | 29 mars 1977                   | Barre 1                        |
| | Michel d'Ornano | Ministre de la Culture et de l'Environnement                                                   | Aucun                                 | Aucun                                                                                           | Aucun                                                                       | 30 mars 1977                                                                        | 5 avril 1978                   | Barre 2                        |
| Ministre de l'Environnement et du Cadre de vie | Michel d'Ornano |                                                                                                | François Delmas                       | Secrétaire d'État chargé de l'Environnement                                                     | 6 avril 1978                                                                | 22 mai 1981                                                                         | Barre 3                        |                                |
| Présidence de François Mitterrand | |                                                                                                |                                       |                                                                                                 |                                                                             |                                                                                     |                                |                                |
| | Michel Crépeau | Ministre de l'Environnement                                                                    |                                       | Alain Bombard                                                                                   | Secrétaire d'État auprès du ministre de l'environnement                     | 22 mai 1981                                                                         | 22 juin 1981                   | Mauroy 1                       |
| Aucun | Aucun | Aucun                                                                                          | 23 juin 1981                          | 22 mars 1983                                                                                    | Mauroy 2                                                                    |                                                                                     |                                |                                |
| | Pierre Mauroy | Premier ministre                                                                               |                                       | Huguette Bouchardeau                                                                            | Secrétaire d'État chargé de l'Environnement et de la Qualité de la vie      | 24 mars 1983                                                                        | 23 juillet 1984                | Mauroy 3                       |
| | Huguette Bouchardeau                                                                                               | Ministre de l'Environnement                                                                    | Aucun                                 | Aucun                                                                                           | Aucun                                                                       | 19 juillet 1984                                                                     | 20 mars 1986                   | Fabius                         |
| | Pierre Méhaignerie                                                                                                 | Ministre de l'Équipement, du Logement et de l'Aménagement du territoire                        |                                       | Alain Carignon                                                                                  | Ministre délégué à l'Environnement                                          | 20 mars 1986                                                                        | 12 mai 1988                    | Chirac 2                       |
| | Michel Rocard | Premier ministre                                                                               |                                       | Brice Lalonde                                                                                   | Secrétaire d'État chargé de l'environnement                                 | 13 mai 1988                                                                         | 28 juin 1988                   | Rocard 1                       |
| 28 juin 1988 | Michel Rocard | Premier ministre                                                                               | 29 mars 1989                          | Brice Lalonde                                                                                   | Secrétaire d'État chargé de l'environnement                                 | Rocard 2                                                                            |                                |                                |
| Secrétaire d'État chargé de l'environnement et de la prévention des risques technologiques et naturels majeurs                                                             | Michel Rocard | Premier ministre                                                                               | 29 mars 1989                          | Brice Lalonde                                                                                   | 2 octobre 1990                                                              | Rocard 2                                                                            |                                |                                |
| Ministre délégué chargé de l'environnement et de la prévention des risques technologiques et naturels majeurs                                                              | Michel Rocard | Premier ministre                                                                               | 2 octobre 1990                        | Brice Lalonde                                                                                   | 16 mai 1991                                                                 | Rocard 2                                                                            |                                |                                |
| | Brice Lalonde | Ministre de l'Environnement                                                                    | Aucun                                 | Aucun                                                                                           | Aucun                                                                       | 16 mai 1991                                                                         | 4 avril 1992                   | Cresson                        |
| | Ségolène Royal | Ministre de l'Environnement                                                                    | Aucun                                 | Aucun                                                                                           | Aucun                                                                       | 4 avril 1992                                                                        | 30 mars 1993                   | Bérégovoy                      |
| | Michel Barnier | Ministre de l'Environnement                                                                    | Aucun                                 | Aucun                                                                                           | Aucun                                                                       | 30 mars 1993                                                                        | 18 mai 1995                    | Balladur                       |
| Présidence de Jacques Chirac | |                                                                                                |                                       |                                                                                                 |                                                                             |                                                                                     |                                |                                |
| | Corinne Lepage | Ministre de l'Environnement                                                                    | Aucun                                 | Aucun                                                                                           | Aucun                                                                       | 18 mai 1995                                                                         | 2 juin 1997                    | Juppé 1 et 2                   |
| | Dominique Voynet                                                                                                   | Ministre de l'Aménagement du territoire et de l'Environnement                                  | Aucun                                 | Aucun                                                                                           | Aucun                                                                       | 4 juin 1997                                                                         | 10 juillet 2001                | Jospin                         |
| Yves Cochet | 10 juillet 2001 | Ministre de l'Aménagement du territoire et de l'Environnement                                  | Aucun                                 | Aucun                                                                                           | Aucun                                                                       | 6 mai 2002                                                                          |                                | Jospin                         |
| | Roselyne Bachelot                                                                                                  | Ministre de l'Écologie et du Développement durable (MEDD)                                      |                                       | Tokia Saïfi                                                                                     | Secrétaire d'État au Développement durable                                  | 7 mai 2002                                                                          | 30 mars 2004                   | Raffarin 1 et 2                |
| | Serge Lepeltier | Ministre de l'Écologie et du Développement durable (MEDD)                                      | 31 mars 2004                          | Tokia Saïfi                                                                                     | Secrétaire d'État au Développement durable                                  | 31 mai 2005                                                                         | Raffarin 3                     |                                |
| | Nelly Olin | Ministre de l'Écologie et du Développement durable (MEDD)                                      | Aucun                                 | Aucun                                                                                           | Aucun                                                                       | 2 juin 2005                                                                         | 15 mai 2007                    | Dominique de Villepin          |
| Présidence de Nicolas Sarkozy | |                                                                                                |                                       |                                                                                                 |                                                                             |                                                                                     |                                |                                |
| | Alain Juppé | Ministre d'État, Ministre de l'Écologie, du Développement et de l'Aménagement durables (MEDAD) | Aucun                                 | Aucun                                                                                           | Aucun                                                                       | 18 mai 2007                                                                         | 18 juin 2007                   | Fillon 1                       |
| | Jean-Louis Borloo                                                                                                  | Ministre d'État, Ministre de l'Écologie, du Développement et de l'Aménagement durables (MEDAD) |                                       | Nathalie Kosciusko-Morizet                                                                      | Secrétaire d'État chargée de l'Écologie                                     | 19 juin 2007                                                                        | 18 mars 2008                   | Fillon 2                       |
| Ministre d'État, Ministre de l'Écologie, de l'Énergie, du Développement durable et de l'Aménagement du territoire (MEEDDAT)                                                | Jean-Louis Borloo                                                                                                  | 18 mars 2008                                                                                   | 15 janvier 2009                       | Nathalie Kosciusko-Morizet                                                                      | Secrétaire d'État chargée de l'Écologie                                     |                                                                                     |                                | Fillon 2                       |
| Ministre d'État, Ministre de l'Écologie, de l'Énergie, du Développement durable et de l'Aménagement du territoire (MEEDDAT)                                                | Jean-Louis Borloo                                                                                                  | Chantal Jouanno                                                                                | 21 janvier 2009                       | 23 juin 2009                                                                                    | Secrétaire d'État chargée de l'Écologie                                     |                                                                                     |                                | Fillon 2                       |
| Ministre d'État, Ministre de l'Écologie, de l'Énergie, du Développement durable et de la Mer, en charge des Technologies vertes et des Négociations sur le climat (MEEDDM) | Jean-Louis Borloo                                                                                                  | Chantal Jouanno                                                                                | 23 juin 2009                          | 13 novembre 2010                                                                                | Secrétaire d'État chargée de l'Écologie                                     |                                                                                     |                                | Fillon 2                       |
| Ministre d'État, Ministre de l'Écologie, de l'Énergie, du Développement durable et de la Mer, en charge des Technologies vertes et des Négociations sur le climat (MEEDDM) | Jean-Louis Borloo                                                                                                  |                                                                                                | 23 juin 2009                          | 13 novembre 2010                                                                                | Valérie Létard                                                              | Secrétaire d'État chargée des Technologies vertes et des Négociations sur le climat |                                | Fillon 2                       |
| | Nathalie Kosciusko-Morizet                                                                                         | Ministre de l'Écologie, du Développement durable, des Transports et du Logement (MEDDTL)       | Aucun                                 | Aucun                                                                                           | Aucun                                                                       | 14 novembre 2010                                                                    | 22 février 2012                | Fillon 3                       |
| François Fillon | Premier ministre, ministre de l'Écologie, du Développement durable, des Transports et du Logement                  | 22 février 2012                                                                                | Aucun                                 | Aucun                                                                                           | Aucun                                                                       | 10 mai 2012                                                                         |                                | Fillon 3                       |
| Présidence de François Hollande | |                                                                                                |                                       |                                                                                                 |                                                                             |                                                                                     |                                |                                |
| | Nicole Bricq | Ministre de l'Écologie, du Développement durable et de l'Énergie (MEDDE)                       | Aucun                                 | Aucun                                                                                           | Aucun                                                                       | 16 mai 2012                                                                         | 18 juin 2012                   | Ayrault 1                      |
| Delphine Batho | 21 juin 2012 | Ministre de l'Écologie, du Développement durable et de l'Énergie (MEDDE)                       | Aucun                                 | Aucun                                                                                           | Aucun                                                                       | 2 juillet 2013                                                                      | Ayrault 2                      |                                |
| Philippe Martin | 2 juillet 2013 | Ministre de l'Écologie, du Développement durable et de l'Énergie (MEDDE)                       | Aucun                                 | Aucun                                                                                           | Aucun                                                                       | 31 mars 2014                                                                        | Ayrault 2                      |                                |
| Ségolène Royal | 2 avril 2014 | Ministre de l'Écologie, du Développement durable et de l'Énergie (MEDDE)                       | Aucun                                 | Aucun                                                                                           | Aucun                                                                       | 25 août 2014                                                                        | Valls 1                        |                                |
| Ségolène Royal | 26 août 2014 | Ministre de l'Écologie, du Développement durable et de l'Énergie (MEDDE)                       | Aucun                                 | Aucun                                                                                           | Aucun                                                                       | 11 février 2016                                                                     | Valls 2                        |                                |
| Ségolène Royal | Ministre de l'Environnement, de l'Énergie et de la Mer, chargée des Relations internationales sur le climat (MEEM) |                                                                                                | Barbara Pompili                       | Secrétaire d'État chargée de la Biodiversité                                                    | 11 février 2016                                                             | 6 décembre 2016                                                                     | Valls 2                        |                                |
| Ségolène Royal | Ministre de l'Environnement, de l'Énergie et de la Mer, chargée des Relations internationales sur le climat (MEEM) | 6 décembre 2016                                                                                | Barbara Pompili                       | Secrétaire d'État chargée de la Biodiversité                                                    | 15 mai 2017                                                                 | Cazeneuve                                                                           |                                |                                |
| Présidence d'Emmanuel Macron | |                                                                                                |                                       |                                                                                                 |                                                                             |                                                                                     |                                |                                |
| | Nicolas Hulot | Ministre d'État, ministre de la Transition écologique et solidaire                             | Aucun                                 | Aucun                                                                                           | Aucun                                                                       | 17 mai 2017                                                                         | 21 juin 2017                   | Philippe 1                     |
| | Nicolas Hulot | Ministre d'État, ministre de la Transition écologique et solidaire                             | Sébastien Lecornu et Brune Poirson    | Secrétaires d'État auprès du ministre d'État, ministre de la Transition écologique et solidaire | 21 juin 2017                                                                | 4 septembre 2018                                                                    | Philippe 2                     |                                |
| | François de Rugy                                                                                                   | Ministre d'État, ministre de la Transition écologique et solidaire                             | Sébastien Lecornu et Brune Poirson    | Secrétaires d'État auprès du ministre d'État, ministre de la Transition écologique et solidaire | 4 septembre 2018                                                            | 16 octobre 2018                                                                     | Philippe 2                     |                                |
| | François de Rugy                                                                                                   | Ministre d'État, ministre de la Transition écologique et solidaire                             | Brune Poirson et Emmanuelle Wargon    | Secrétaires d'État auprès du ministre d'État, ministre de la Transition écologique et solidaire | 16 octobre 2018                                                             | 16 juillet 2019                                                                     | Philippe 2                     |                                |
| | Élisabeth Borne | Ministre de la Transition écologique et solidaire                                              | Brune Poirson et Emmanuelle Wargon    | Secrétaires d'État auprès de la ministre de la Transition écologique et solidaire               | 16 juillet 2019                                                             | 3 juillet 2020                                                                      | Philippe 2                     |                                |
| | Barbara Pompili | Ministre de la Transition écologique                                                           | Aucun                                 | Aucun                                                                                           | Aucun                                                                       | 6 juillet 2020                                                                      | 26 juillet 2020                | Castex                         |
| | Barbara Pompili | Ministre de la Transition écologique                                                           | Bérangère Abba                        | Secrétaire d'État chargée de la Biodiversité                                                    | 26 juillet 2020                                                             | 20 mai 2022                                                                         |                                | Castex                         |
| | Amélie de Montchalin                                                                                               | Ministre de la Transition écologique et de la Cohésion des territoires                         | Aucun                                 | Aucun                                                                                           | Aucun                                                                       | 20 mai 2022                                                                         | 4 juillet 2022                 | Borne                          |
| | Christophe Béchu                                                                                                   | Ministre de la Transition écologique et de la Cohésion des territoires                         |                                       | Bérangère Couillard                                                                             | Secrétaire d'État chargée de l'Écologie                                     | 4 juillet 2022                                                                      | 20 juillet 2023                | Borne                          |
| | Christophe Béchu                                                                                                   | Ministre de la Transition écologique et de la Cohésion des territoires                         | Sarah El Haïry                        | Secrétaire d'État chargée de la Biodiversité                                                    | 20 juillet 2023                                                             | 11 janvier 2024                                                                     |                                | Borne                          |
| | Christophe Béchu                                                                                                   | Ministre de la Transition écologique et de la Cohésion des territoires                         | Hervé Berville                        | Secrétaire d'État chargé de la Mer et de la Biodiversité                                        | 8 février 2024                                                              | 21 septembre 2024                                                                   | Attal                          |                                |
| | Agnès Pannier-Runacher                                                                                             | Ministre de la Transition écologique, de l'Énergie, du Climat et de la Prévention des risques  |                                       | Olga Givernet                                                                                   | Ministre délégué chargée de l'Energie                                       | 21 septembre 2024                                                                   | 23 décembre 2024               | Barnier                        |
| Ministre de la Transition écologique, de la Biodiversité, de la Forêt, de la Mer et de la Pêche                                                                            | Agnès Pannier-Runacher                                                                                             | Aucun                                                                                          | Aucun                                 | Aucun                                                                                           | 23 décembre 2024                                                            | en cours                                                                            | Bayrou                         |                                |

### Galerie

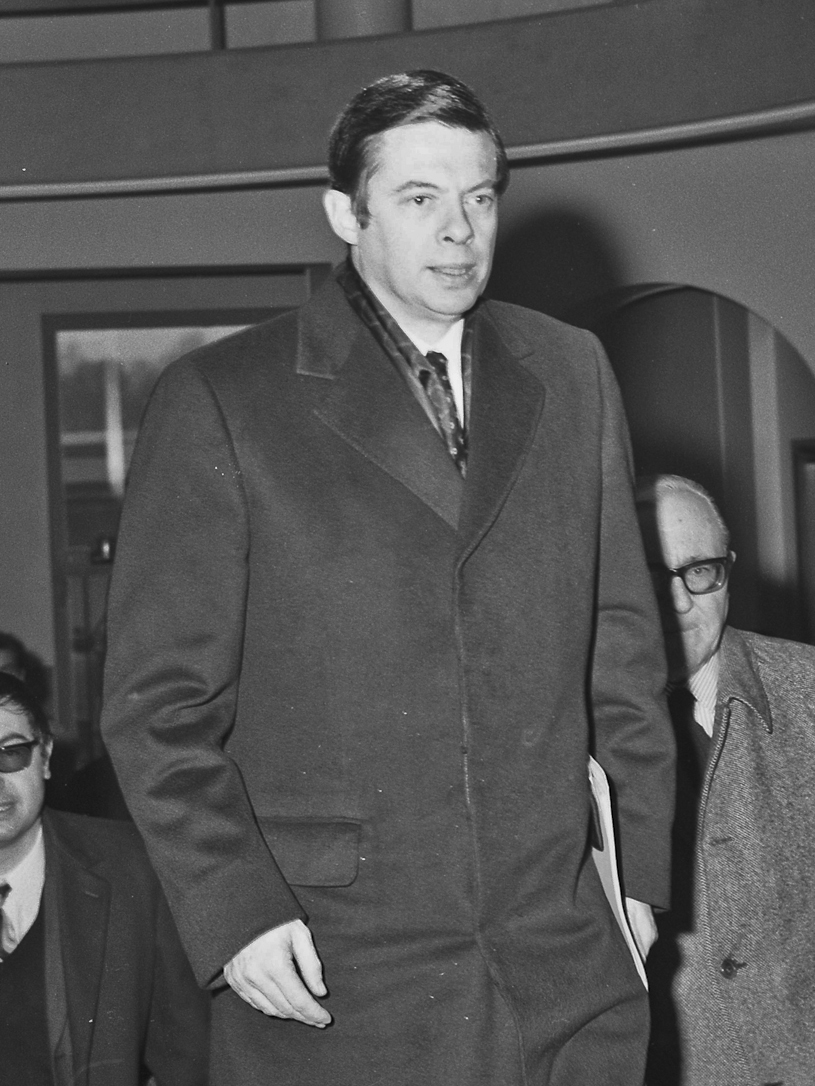
Robert Poujade (1971-1974)
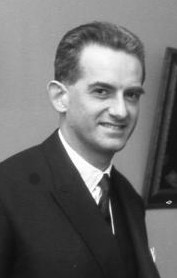
Alain Peyrefitte (1974)
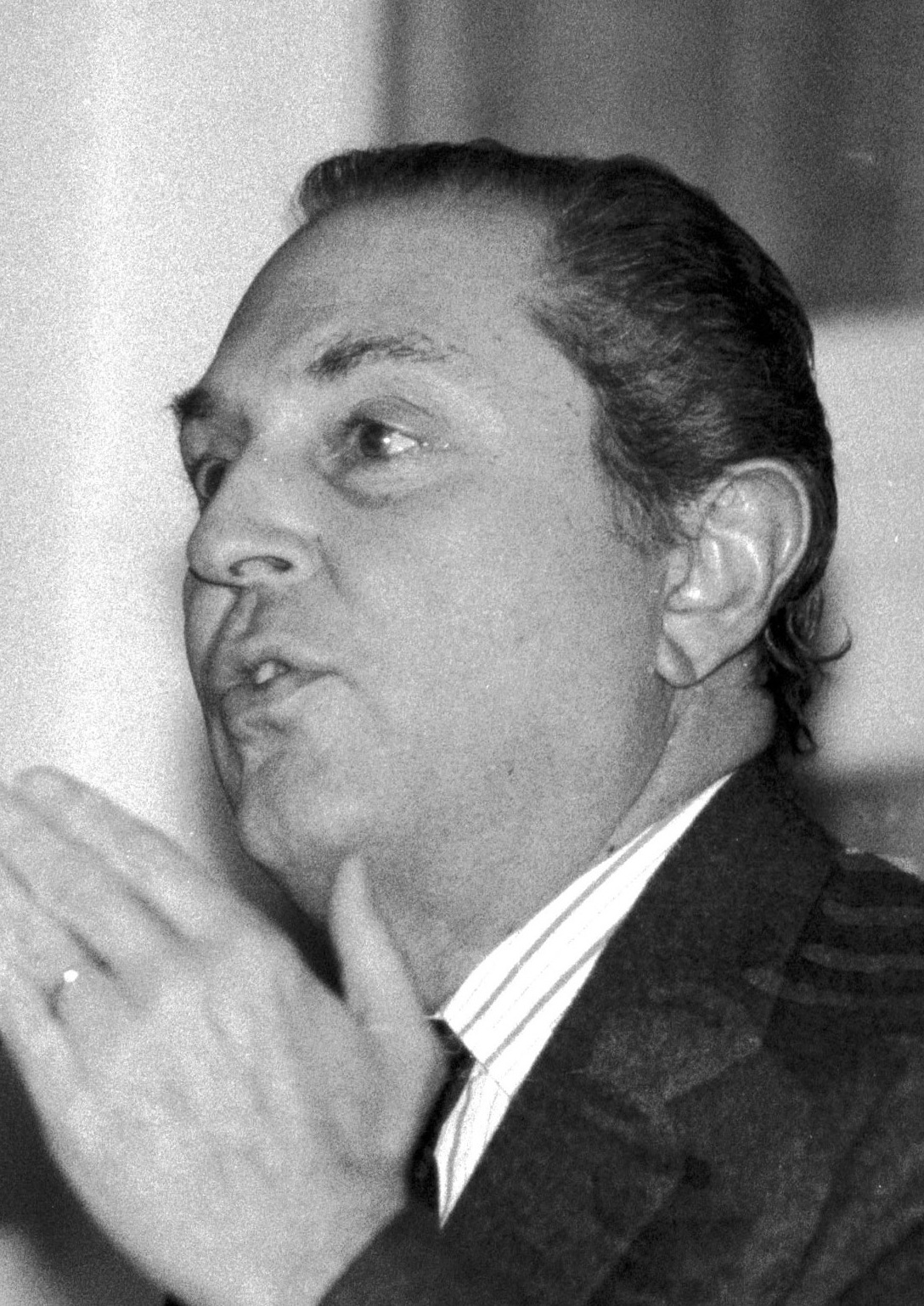
Michel d'Ornano (1978-1981)
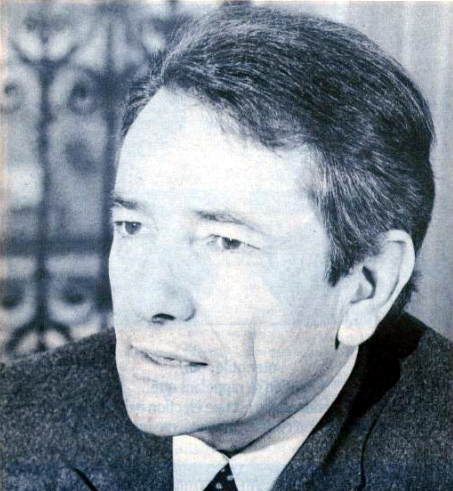
Michel Crépeau (1981-1983)
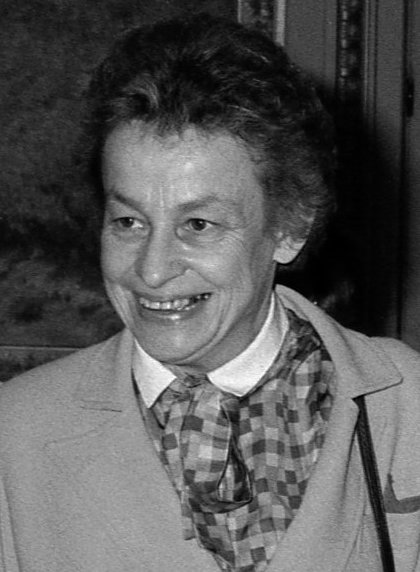
Huguette Bouchardeau (1983-1986)
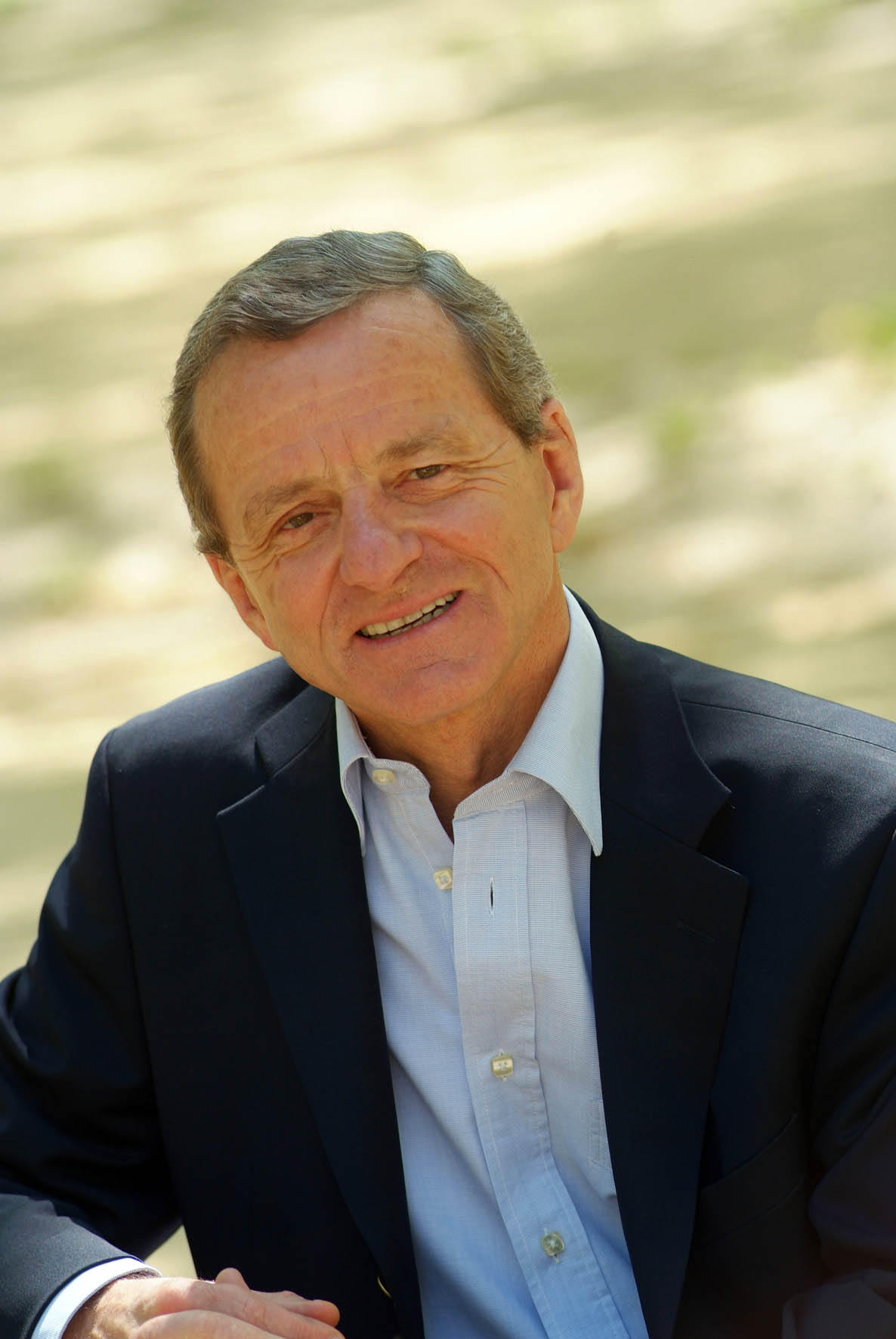
Alain Carignon (1986-1988)
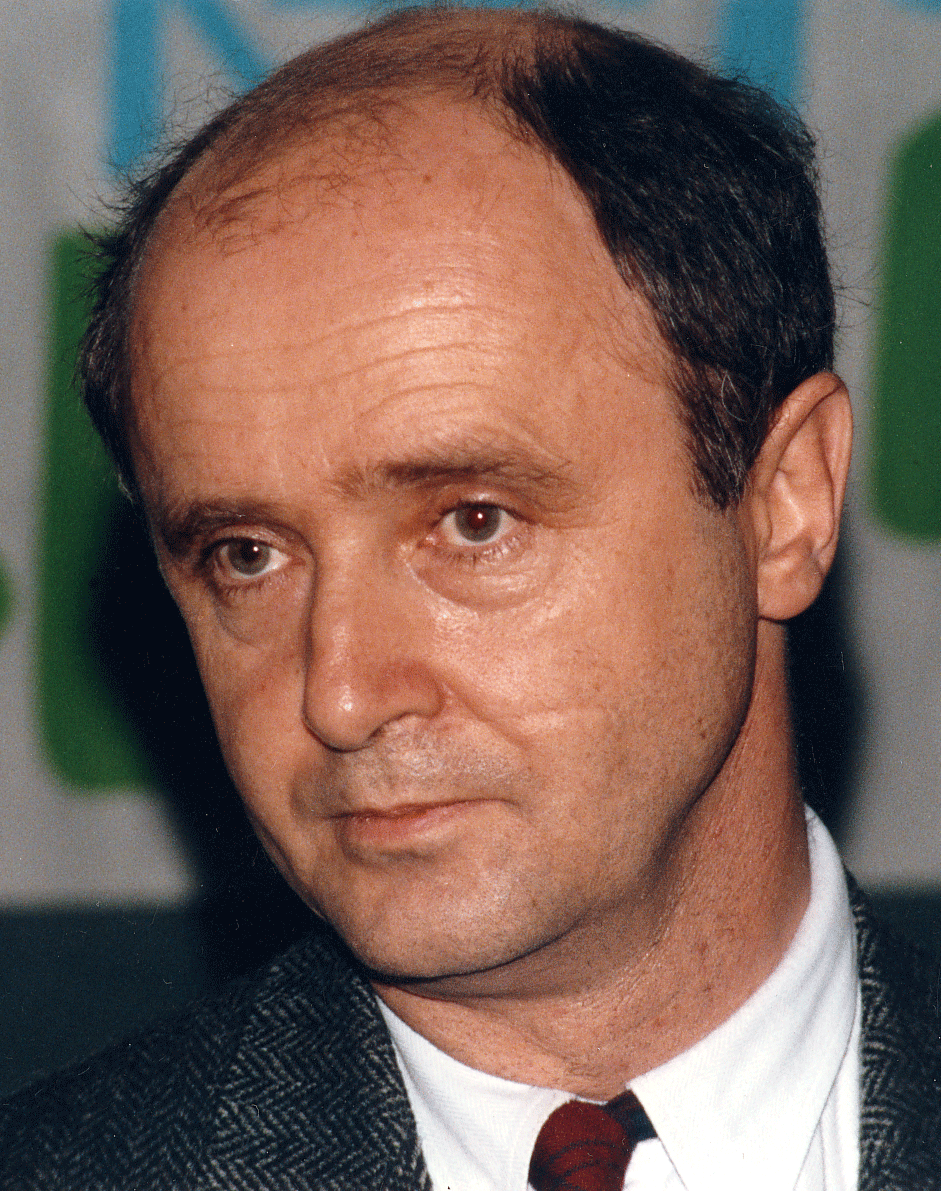
Brice Lalonde (1988-1992)
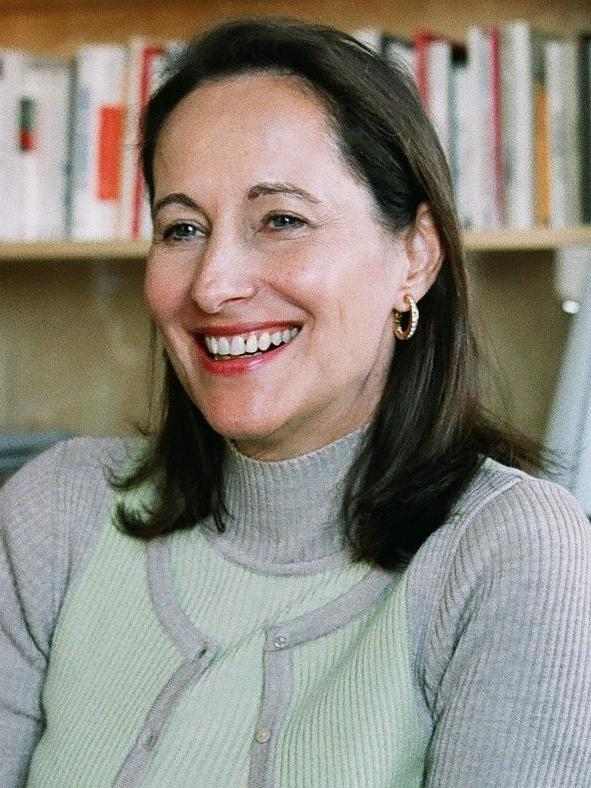
Ségolène Royal (1992-1993)
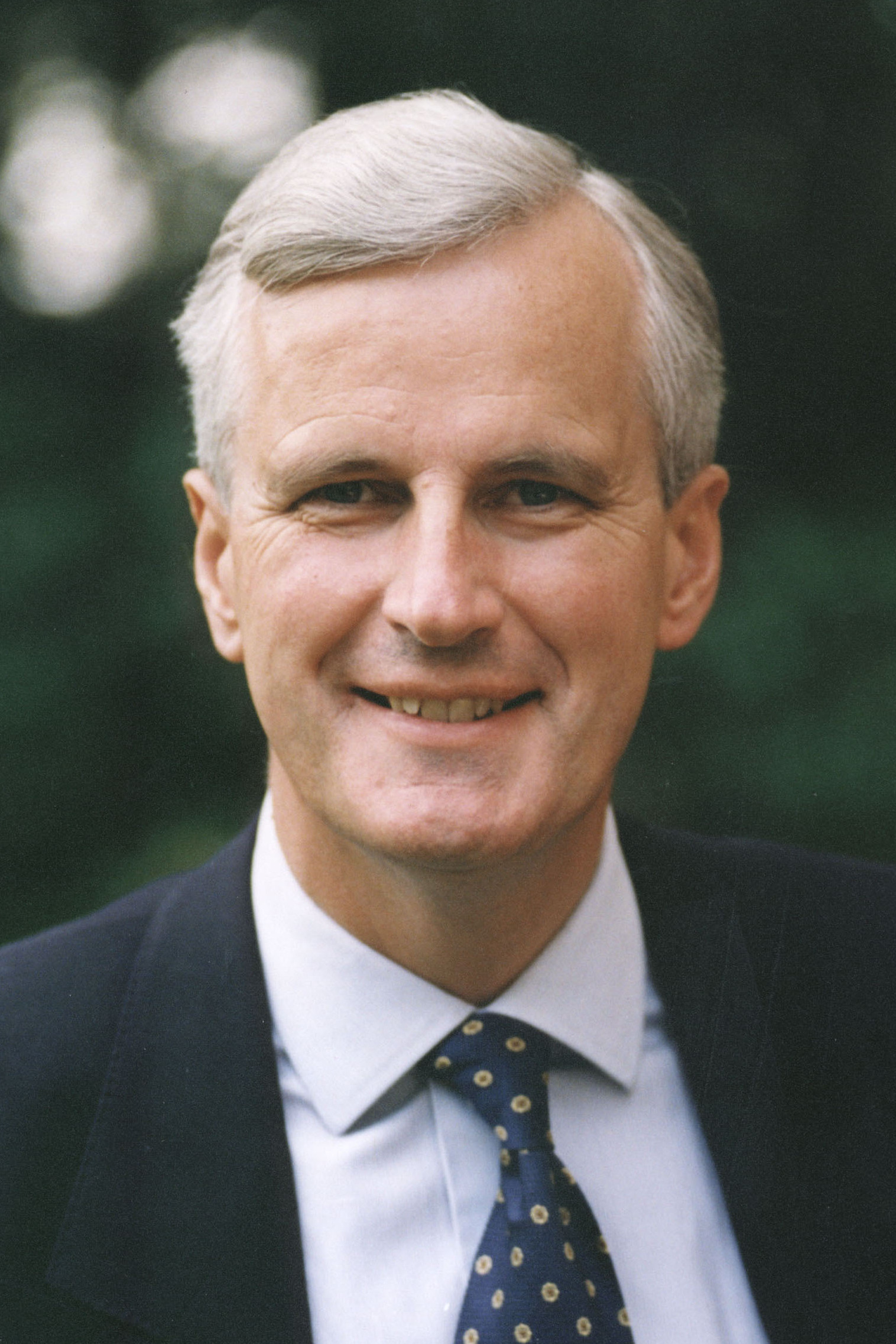
Michel Barnier (1993-1995)
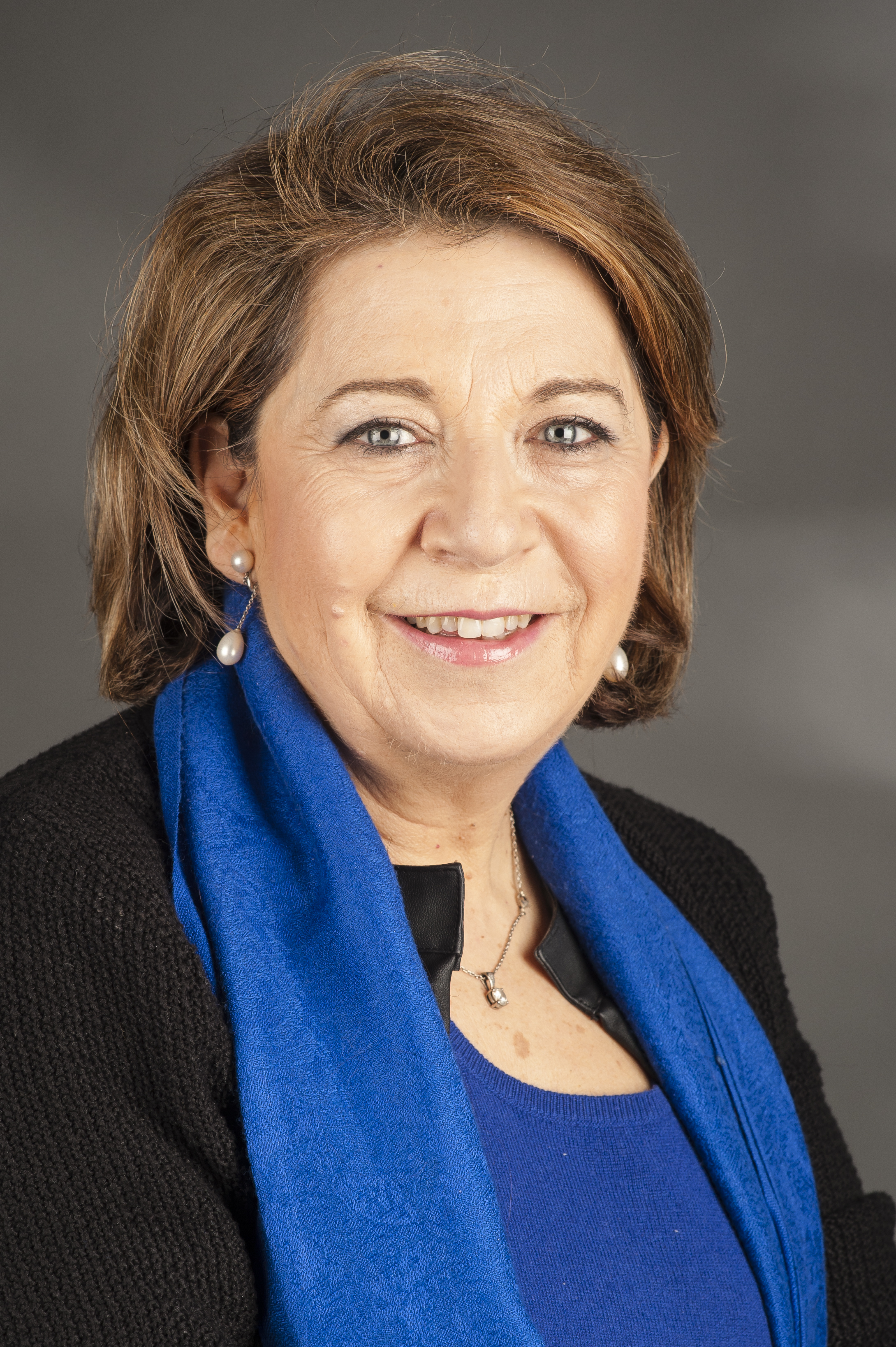
Corinne Lepage (1995-1997)
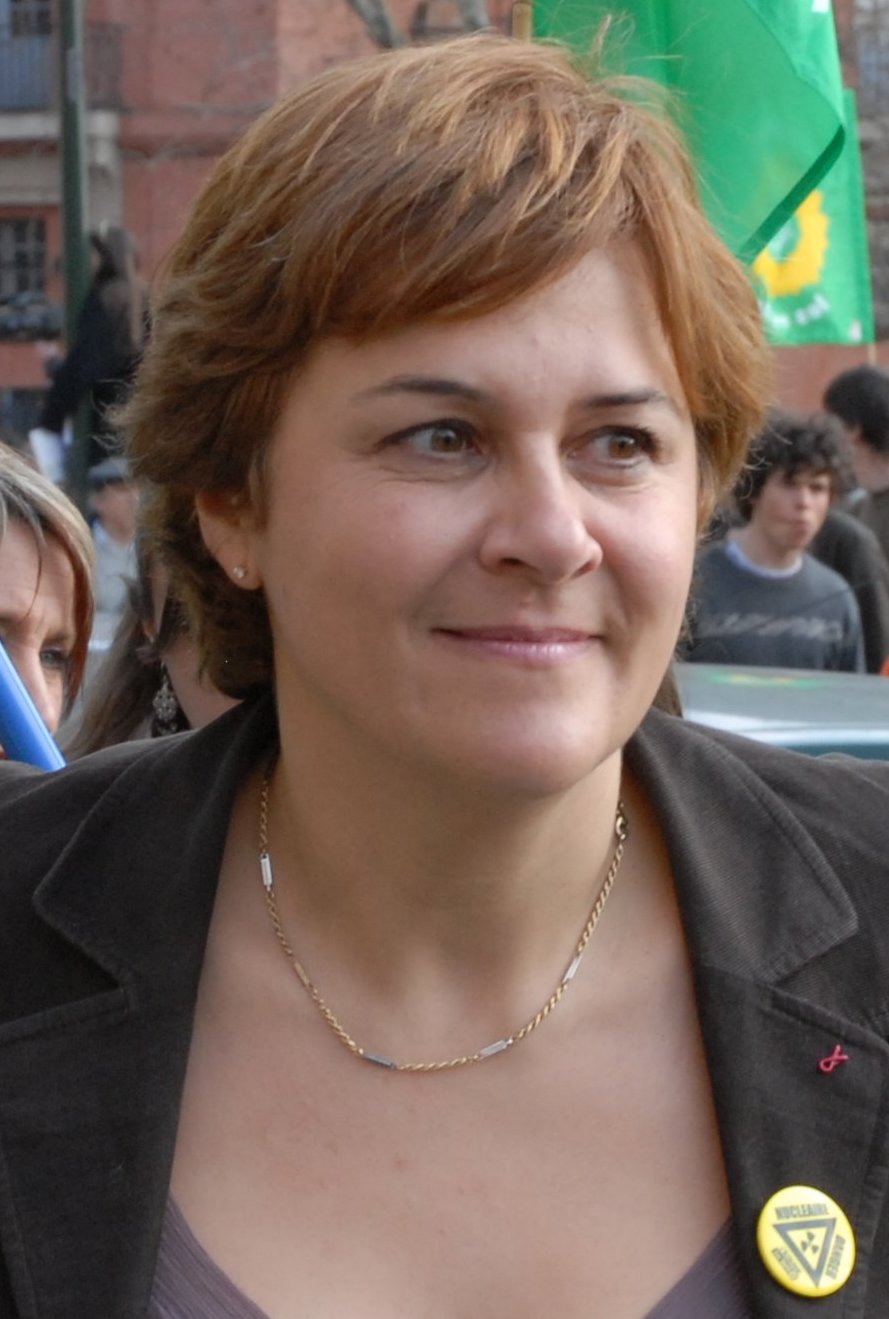
Dominique Voynet (1997-2001)
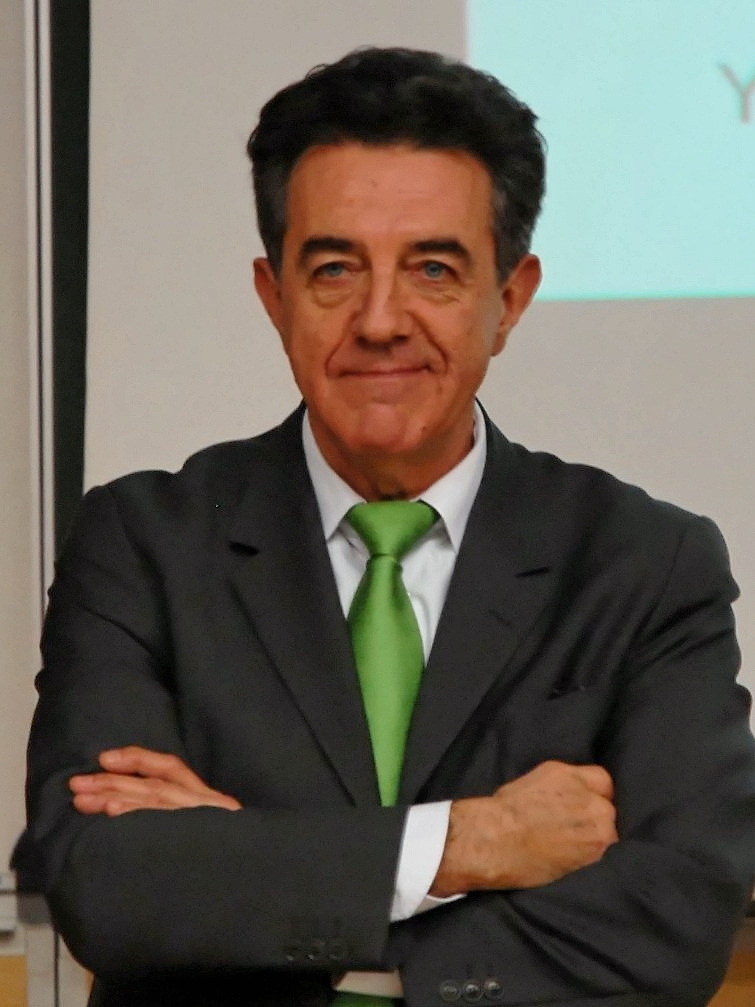
Yves Cochet (2001-2002)
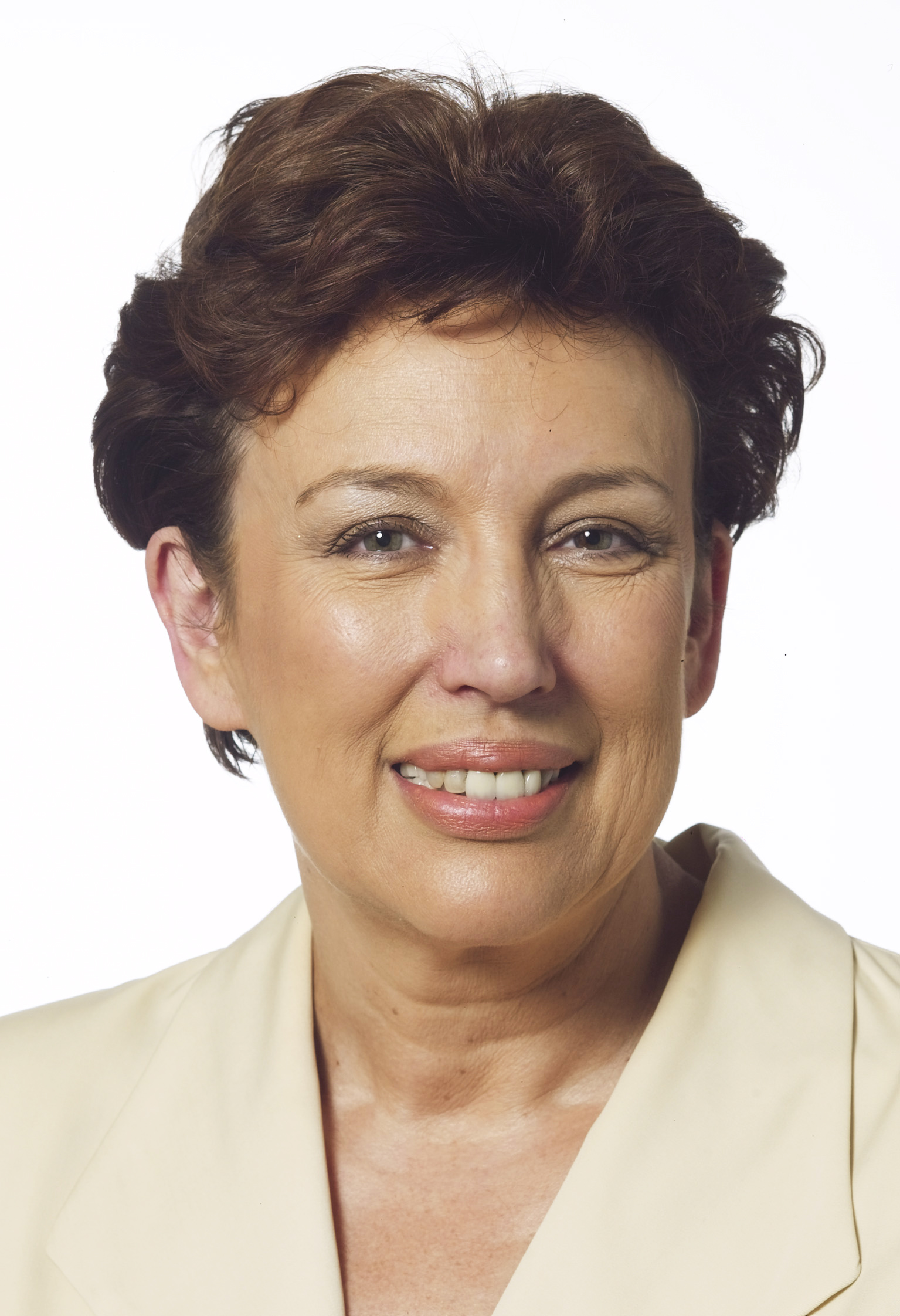
Roselyne Bachelot (2002-2004)
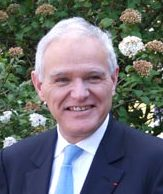
Serge Lepeltier (2004-2005)
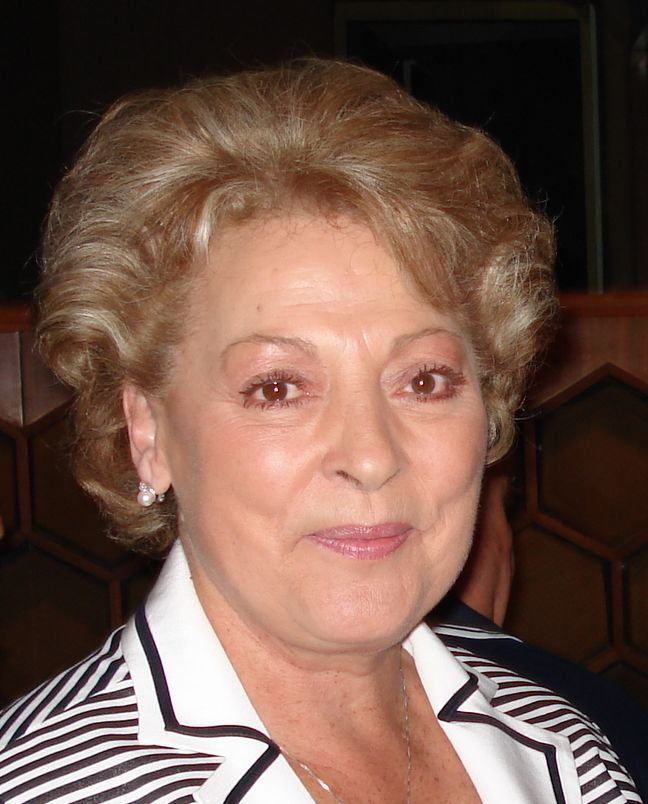
Nelly Olin (2005-2007)
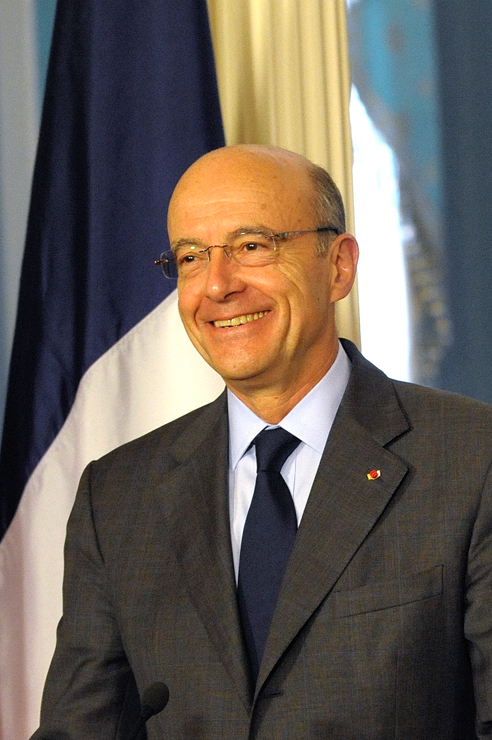
Alain Juppé (2007)
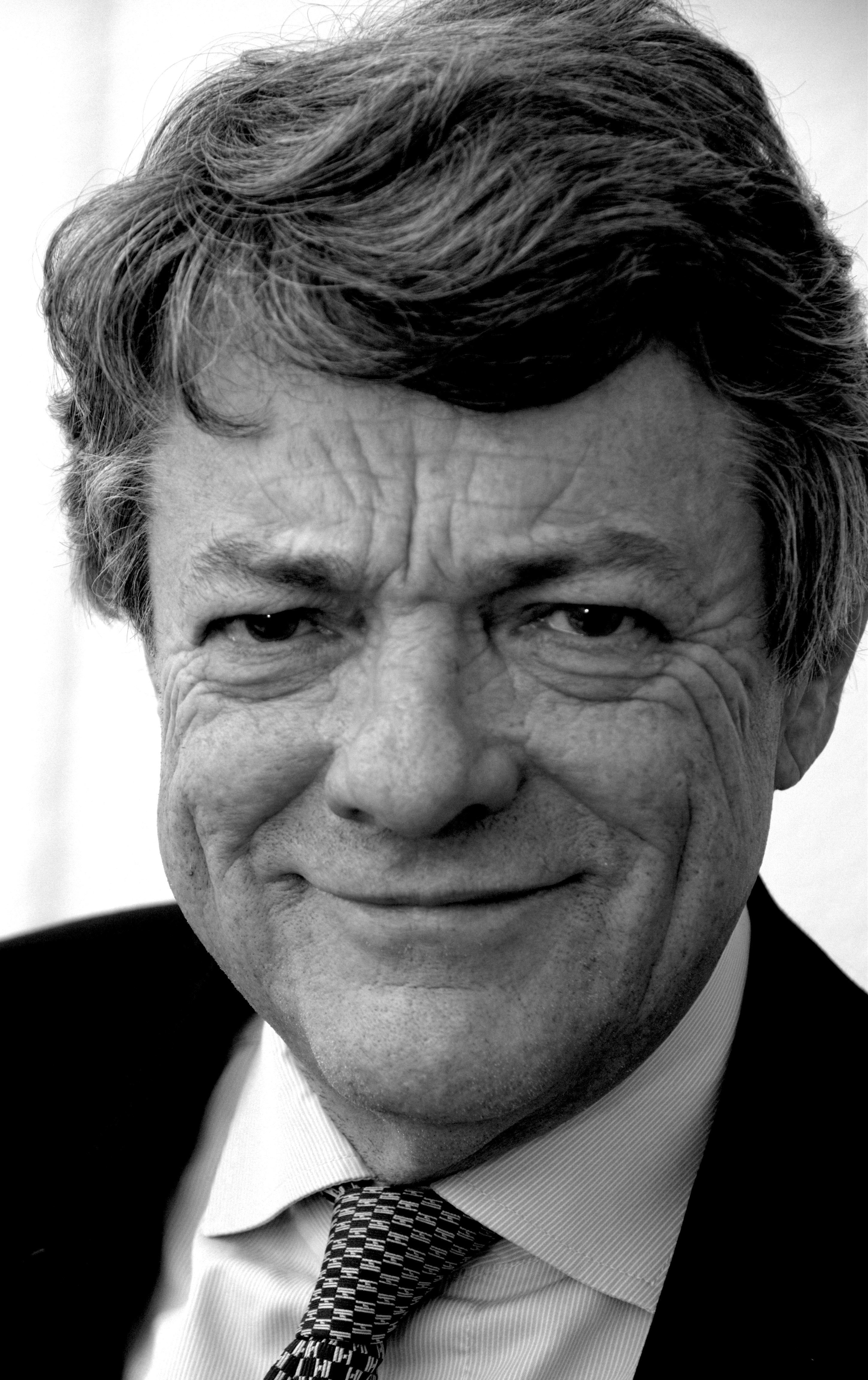
Jean-Louis Borloo (2007-2010)
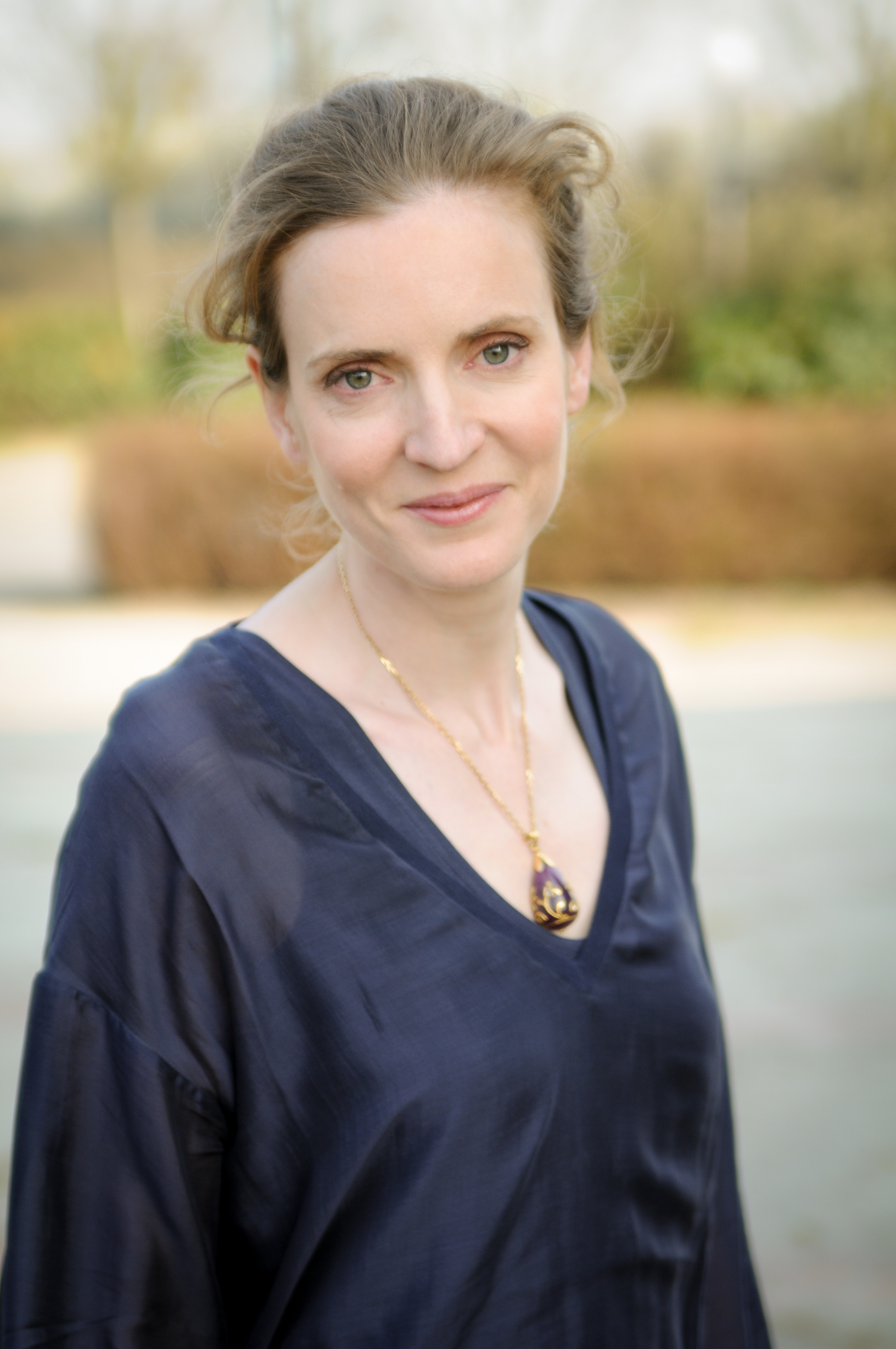
Nathalie Kosciusko-Morizet (2010-2012)
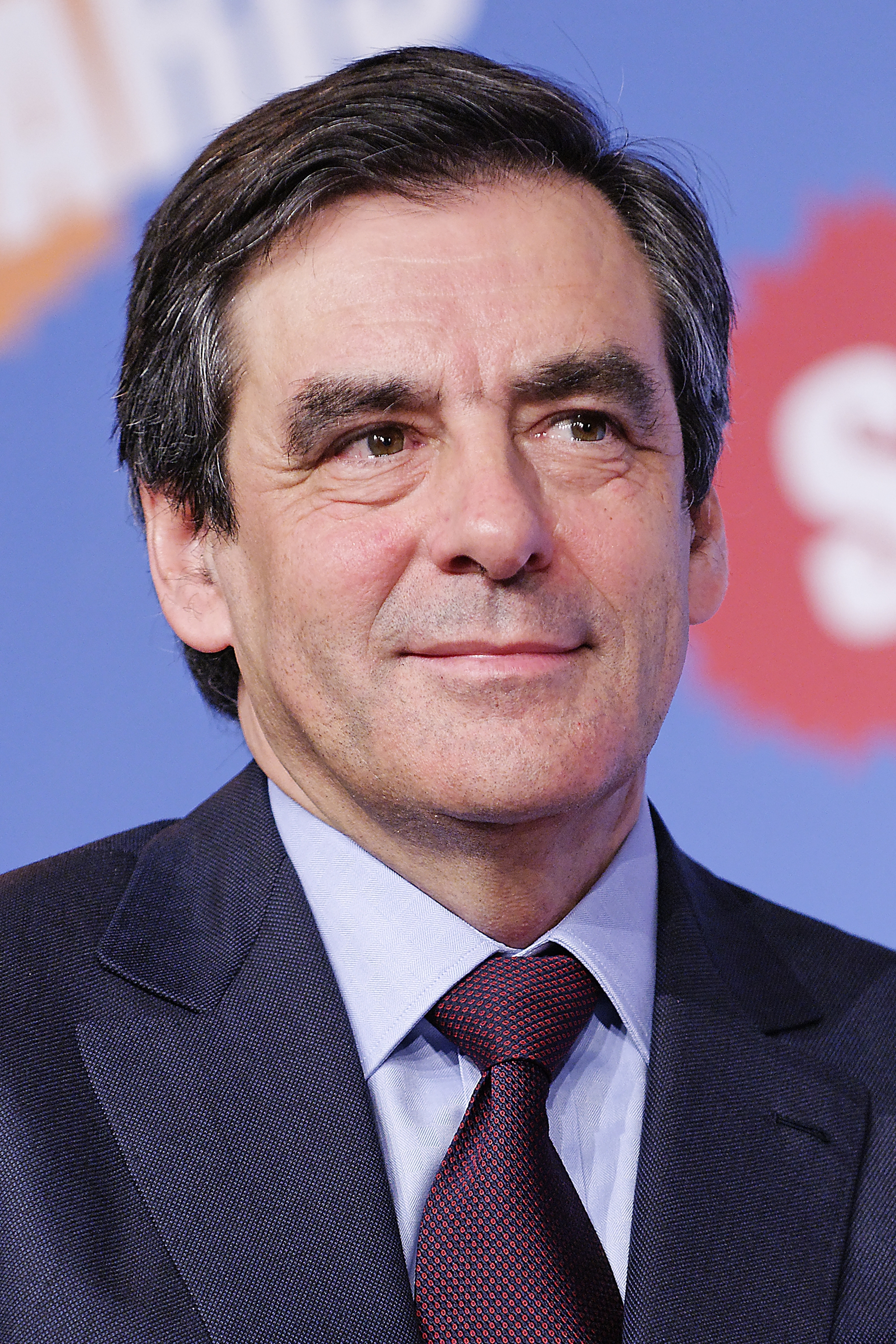
François Fillon (2012)
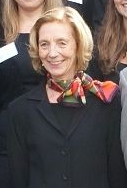
Nicole Bricq (2012)
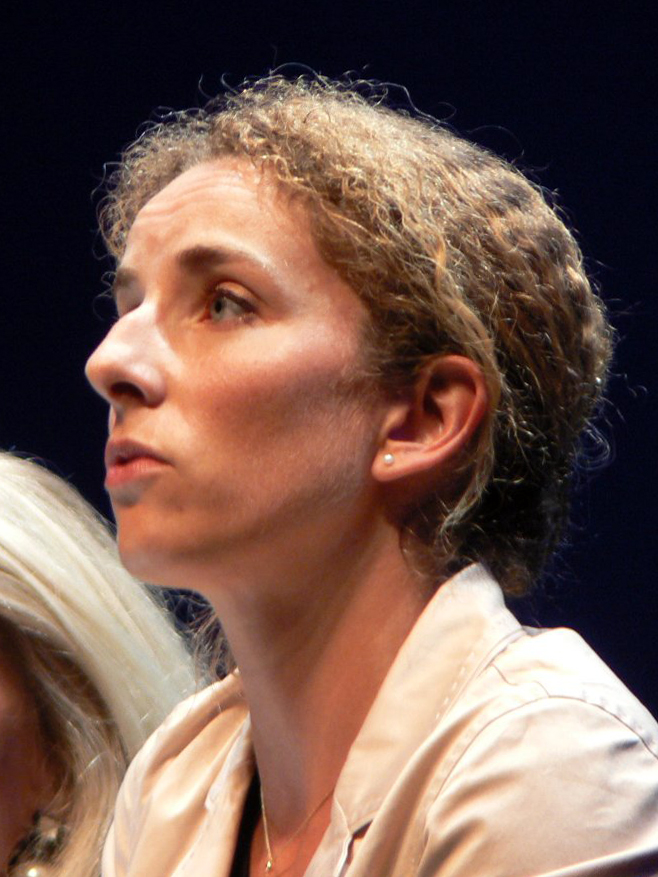
Delphine Batho (2012-2013)
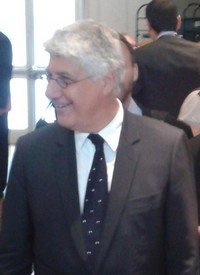
Philippe Martin (2013-2014)
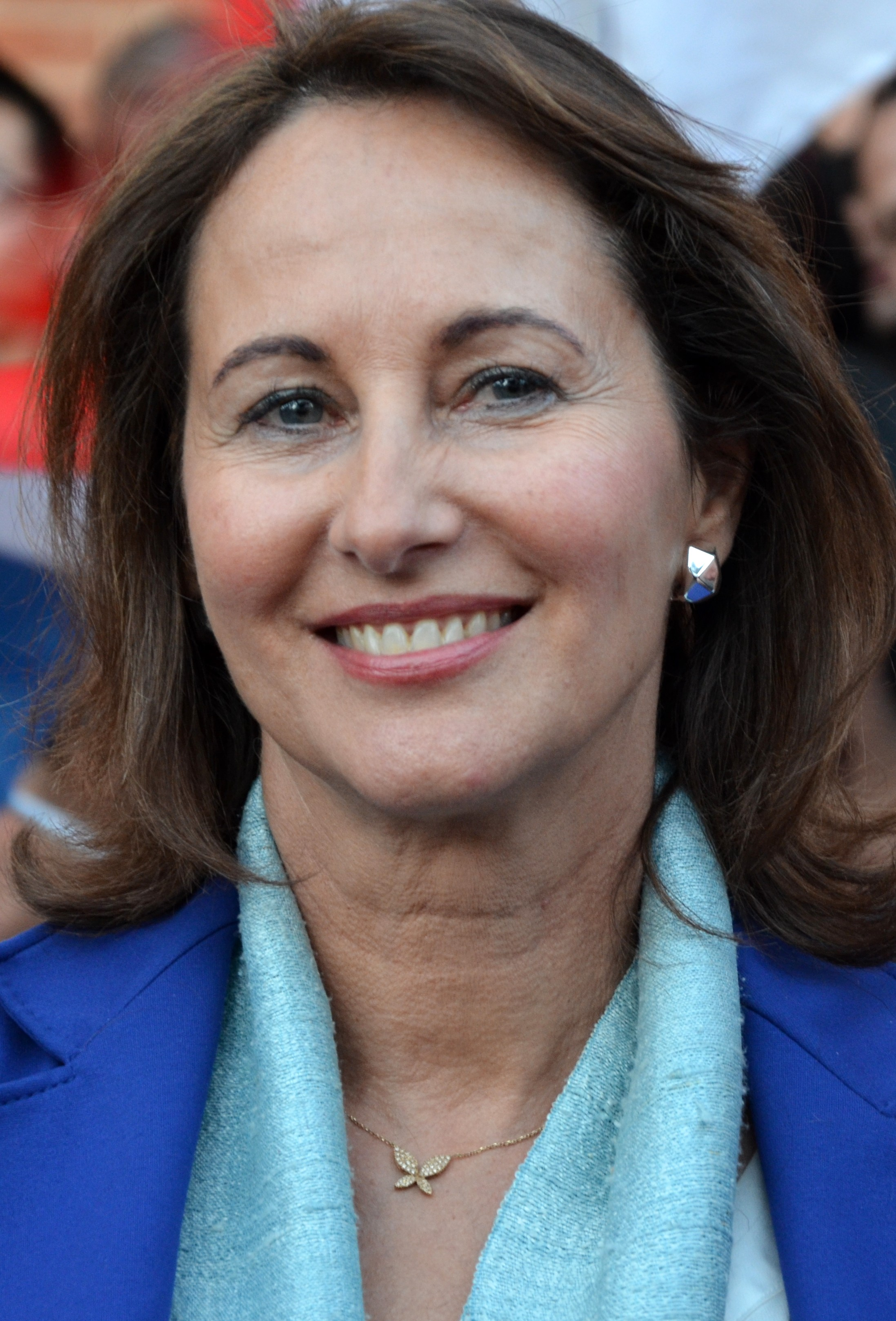
Ségolène Royal (2014-2017)
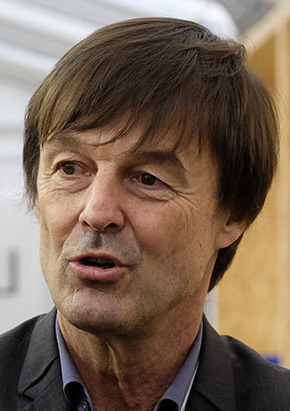
Nicolas Hulot (2017-2018)
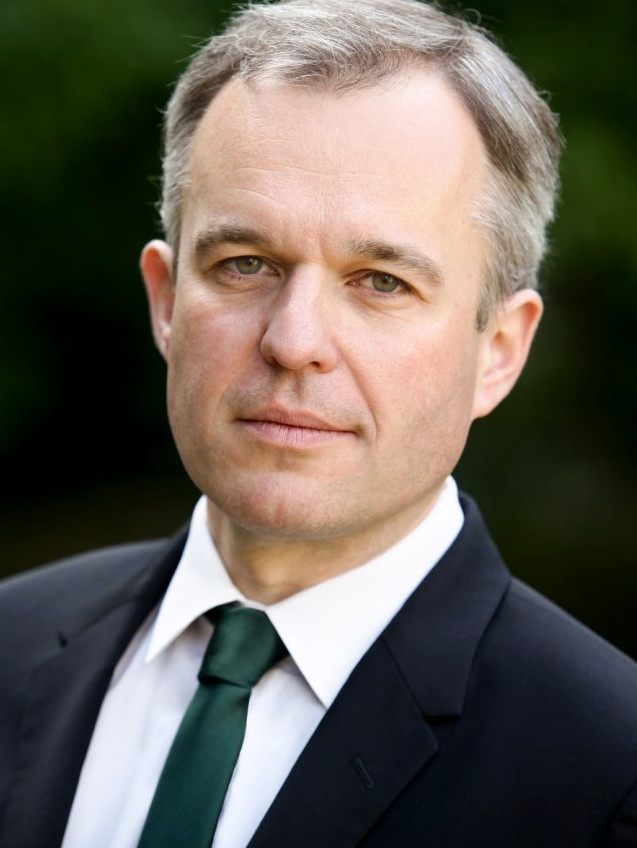
François de Rugy (2018-2019)
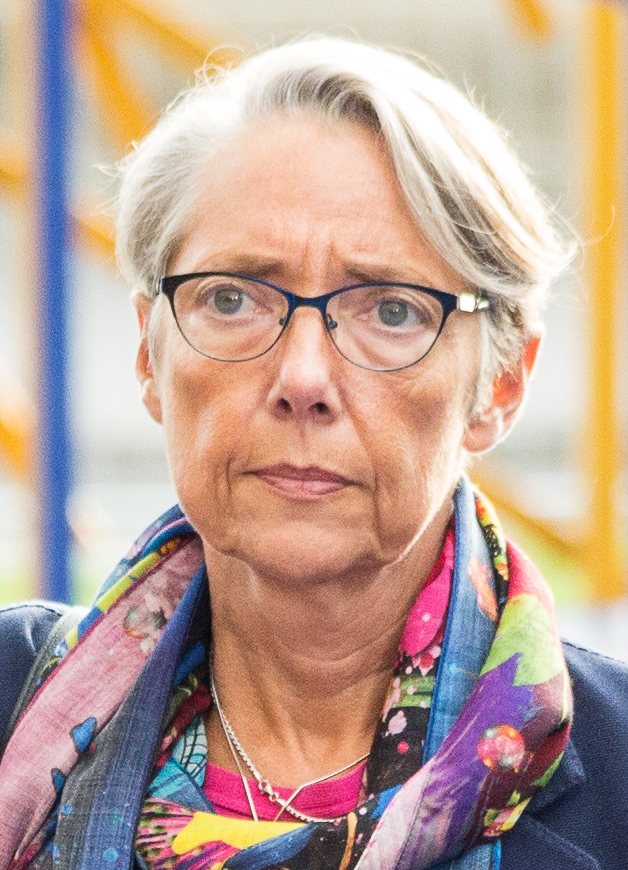
Élisabeth Borne (2019-2020)
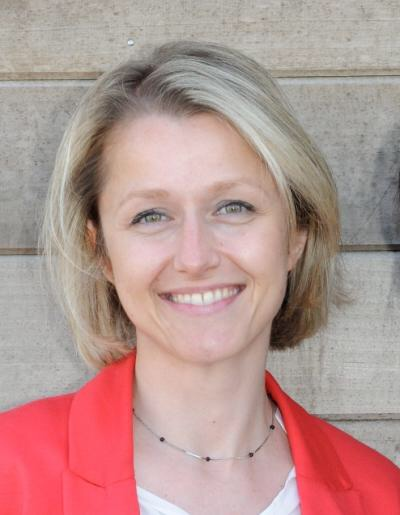
Barbara Pompili (2020-2022)
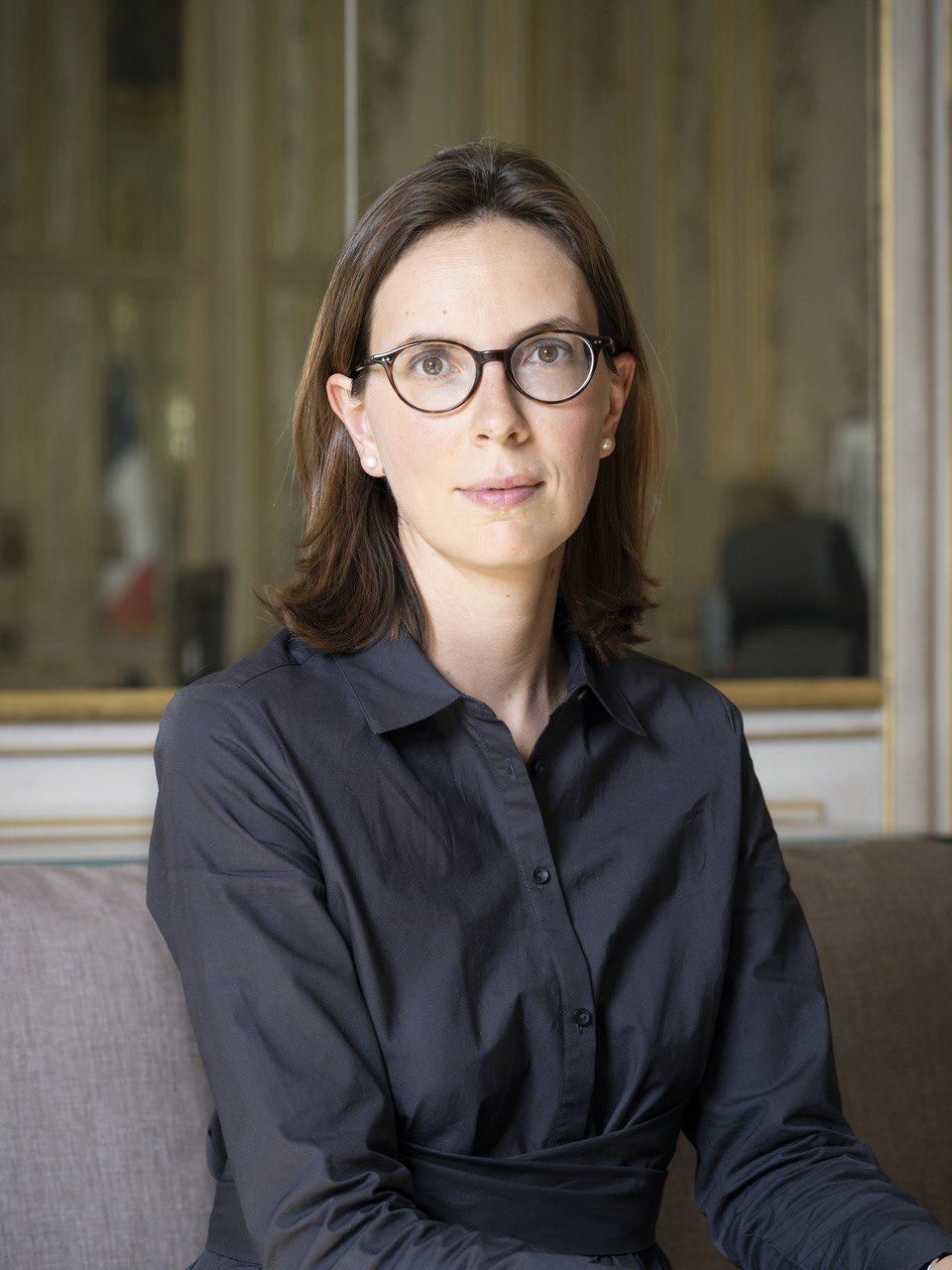
Amélie de Montchalin (2022)
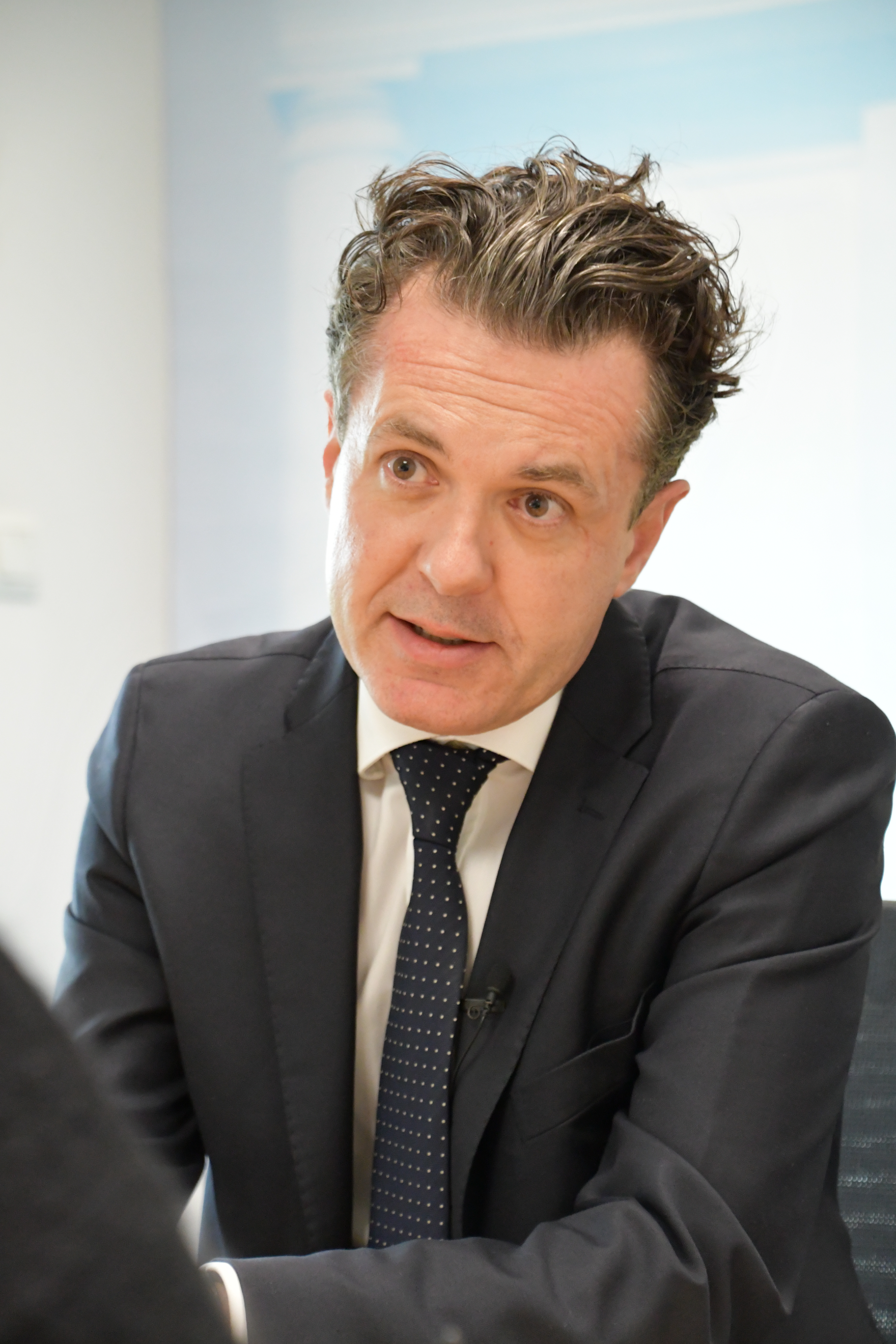
Christophe Béchu (2022-2024)
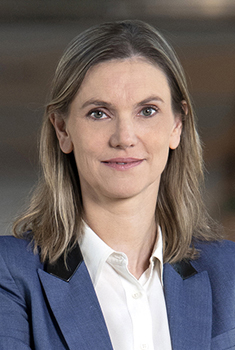
Agnès Pannier-Runacher (depuis 2024)

### Décrets relatifs à la composition du Gouvernement (depuis 1988)
- 1988 :
  - Décret du 13 mai 1988 relatif à la composition du Gouvernement
- 1989 :
  - Décret du 22 février 1989 relatif à la composition du Gouvernement
  - Décret du 29 mars 1989 relatif à la composition du Gouvernement
- 1993 :
  - Décret du 30 mars 1993 relatif à la composition du Gouvernement
- 1995 :
  - Décret du 18 mai 1995 relatif à la composition du Gouvernement
  - Décret du 7 novembre 1995 relatif à la composition du Gouvernement
- 1997 :
  - Décret du 4 juin 1997 relatif à la composition du Gouvernement
- 2000 :
  - Décrets du 27 mars 2000 relatifs à la composition du Gouvernement
- 2001 :
  - Décret du 27 mars 2001 relatifs à la composition du Gouvernement
- 2002 :
  - Décret du 7 mai 2002 relatif à la composition du Gouvernement
  - Décret du 17 juin 2002 relatif à la composition du Gouvernement
- 2004 :
  - Décret du 31 mars 2004 relatif à la composition du Gouvernement
  - Décret du 21 juin 2004 relatif à la composition du Gouvernement
- 2005 :
  - Décret du 2 juin 2005 relatif à la composition du Gouvernement
- 2007 :
  - Décret du 18 mai 2007 relatif à la composition du Gouvernement
  - Décret du 19 juin 2007 relatif à la composition du Gouvernement
- 2008 :
  - Décret du 18 mars 2008 relatif à la composition du Gouvernement
- 2009 :
  - Décret du 21 janvier 2009 relatif à la composition du Gouvernement
  - Décret du 23 juin 2009 relatif à la composition du Gouvernement
- 2010 :
  - Décret du 14 novembre 2010 relatif à la composition du Gouvernement
- 2011 :
  - Décret du 29 juin 2011 relatif à la composition du Gouvernement
- 2012 :
  - Décret du 22 février 2012 relatif à la composition du Gouvernement
  - Décret du 16 mai 2012 relatif à la composition du Gouvernement
  - Décret du 21 juin 2012 relatif à la composition du Gouvernement
- 2013 :
  - Décret du 2 juillet 2013 relatif à la composition du Gouvernement
- 2014 :
  - Décret du 9 avril 2014 relatif à la composition du Gouvernement
  - Décret du 26 août 2014 relatif à la composition du Gouvernement
- 2016 :
  - Décrets du 11 février 2016 relatifs à la composition du Gouvernement
  - Décret du 6 décembre 2016 relatif à la composition du Gouvernement
- 2017 :
  - Décret du 17 mai 2017 relatif à la composition du Gouvernement
  - Décret du 21 juin 2017 relatif à la composition du Gouvernement
- 2019 :
  - Décret du 3 septembre 2019 relatif à la composition du Gouvernement